# Alchemilla amphipsila
Alchemilla amphipsila é uma espécie de rosácea do gênero Alchemilla, pertencente à família Rosaceae.